# When You Were Young
"When You Were Young" är en låt skriven och framförd av The Killers, och är det tredje spåret på deras andra studioalbum, Sam's Town, utgivet i oktober 2006. Låten släpptes som huvudsingel från det albumet i september 2006. Det har visat sig vara en av deras mest framgångsrika singlar, då den nådde plats 14 på Billboards Hot 100, samt är deras enda nummer 1 hittills på Alternative Songs-topplistan. Det är utöver det bandets högst placerade singel i Storbritannien och Australien, där den nådde plats 2 och 10, i angiven ordning.

## Bakgrund
Låten, som är i tonarten B-dur samt skriven i 4/4-takt, markerade bandets övergång till "heartland rock"-baserad stil, då den är en del av ett album som var starkt influerat av Bruce Springsteens musik. Låten i sig var enligt uppgift influerad av Springsteens "Born to Run" och "Thunder Road". Låten nominerades 2007 till en Grammy Award för "Bästa rocklåt", och singelns video, regisserad av Anthony Mandler, mottog en nominering i kategorin "Bästa korta musikvideo". Singeln rankades som #69 på iTunes topp 100 bäst säljande låtar under 2006. Låten knep även fjärdeplatsen på radiostationen Triple J:s Hottest 100, 2006. År 2009 röstades den fram som nummer 37 i den brittiska radiostationen XFM:s ”100 Greatest Songs of All Time”. Arkiverad från originalet den 9 april 2010. https://web.archive.org/web/20100409075603/http://www.xfm.co.uk/onair/shows/xfms-top-100-songs-of-all-time.-lista samt nummer 3 på XFM:s lista över de 1000 bästa låtarna någonsin, bakom Muses Knights of Cydonia och Mr. Brightside.

## I populärkultur
Låten medverkar i TV-spelen Guitar Hero III: Legends of Rock, SingStar Amped och Rock Band. Singelns B-sida, "All the Pretty Faces" medverkar i Guitar Hero 5.
Låten var med i den tredje delen av 2006 års Victoria's Secret-modeshow och spelas regelbundet innan Baltimore Orioles matcher på Oriole Park at Camden Yards.

## Musikvideo
Låtens musikvideo spelades in i Tlayacapan, Mexiko. Den visuella stilen inspirerades av Japón och Batalla en el Cielo (på engelska "Battle in Heaven"), båda filmerna regisserade av den mexikanska filmregissören Carlos Reygadas.
I en ramberättelse berättar den historien om en ung kvinna i 20-årsåldern. Videon börjar med att hon kommer fram till stort, vitt, träkors på en stenig kulle. Hon sörjer framför korset tills en man, som desperat sökt efter henne, dyker upp och tröstar henne. Följande scener är mestadels tillbakablickar som visade hur de kom att vara där.
Den första av dessa tillbakablickar visar hur samma kvinna ber i en kyrka. Efter att hon lämnat kyrkan, stöter hon på mannen utanför. De kysser varandra och det är uppenbart att det finns ett romantiskt förhållande mellan de båda. En dag kommer hon hem till deras hus och upptäcker honom i sängen med en annan kvinna. Hon lämnar efter det huset, mycket upprörd. Medan kvinnan springer genom staden med tårfyllda ögon, blickar videon tillbaka på deras kärleksfulla bröllop, vilket gör det tydligt att de är man och hustru och att de var väldigt lyckliga tillsammans. Nästa scen är en annan tillbakablick i vilken mannen tittar på henne när hon häller vatten på sina ben, som visar att han var attraherad av henne.
Senare klipps videon till en mycket tidig scen i historien, som utspelar sig på en bar som mannen tycks äga. Kvinnan kommer in och presenterar sig för första gången för mannen, som vid tidpunkten stod och pratade med sin framtida älskarinna. Det verkar som att hon hade ansökt om anställning i baren, eftersom han snabbt ger henne ett förkläde och leder henne bort till ett annat rum, vilket upprör den andra kvinnan. I detta rum spelar The Killers för en liten publik i baren, där det står "Los Perros" på bastrumman, som på spanska betyder "Hundarna". Hon har ögonkontakt med Brandon medan han sjunger den sista versen, innan hon vänder sig bort för att ta till sig mannens instruktioner. Under musikvideons sista scen, återgår det till den första scenen, bredvid träkorset, med kvinnan fortfarande på marken och hennes man där med henne.
Rollerna i musikvideon spelas av Sonia Couoh och Gustavo Sanchez Parra.
Det finns även en alternativ version av videon, där kvinnan hoppar från en klippa i stället för att förenas med maken.
Videon har för närvarande över 18 miljoner visningar på YouTube.

## Covers
- Coldplay gjorde en cover på låten under ett oplanerat uppträdande för välgörenhetsorganisationen MENCAP.[4]
- Amy Macdonald gjorde en cover på låten i hennes hemland, Skottland, och på 2008 års Lowlands-festival.[5][6]
- Biffy Clyro gjorde en cover på låten live på radiostationen "Today FM".[7]
- Simon Webbe, tidigare medlem i det brittiska pojkbandet Blue, gjorde en cover på låten live i BBC:s Radio 1:s studio och på turné.[8]
- Taking Back Sunday gjorde en cover på låten den 18 november 2006 under deras spelning på Taste of Chaos i London.[9]

## Låtlista

### CD: Island / ISLR16591-2 USA
1. "When You Were Young" (radio version) - 3:39

- USA-promosingel

### CD: Vertigo / 170 765-8 Storbritannien
1. "When You Were Young" - 3:39
2. "All the Pretty Faces" - 4:44

### CD: Island / 0 602517 07658 7 Tyskland
1. "When You Were young" - 3:39
2. "All The Pretty Faces" - 4:44
3. "When You Were Young" (video)
4. "All The Pretty Faces"

### CD: Island / ISLR 16633-2 USA
1. "When You Were Young" (Jacques Lu Cont's Thin White Duke Radio Edit) - 3:58
2. "When You Were Young" (The Lindbergh Palace Radio Edit) - 4:31
3. "When You Were Young" (Jacques Lu Cont's Thin White Duke Mix) - 6:23
4. "When You Were Young" (The Lindbergh Palace Remix) - 6:59
5. "When You Were Young" (Jacques Lu Cont's Thin White Duke Dub) - 6:23
6. "When You Were Young" (The Lindbergh Palace Dub) - 6:50

- USA-promosingel

### 2x12": Island / B0007884-11 USA
1. "When You Were Young" (Jacques Lu Cont's Thin White Duke Mix) - 6:23
2. "When You Were Young" (The Lindbergh Palace Remix) - 6:59

1. "When You Were Young" (Jacques Lu Cont's Thin White Duke Dub) - 6:23
2. "When You Were Young" (The Lindbergh Palace Dub) - 6:50

## Officiella versioner
- "When You Were Young" (Radio Version) / (Album Version) - 3:40
- "When You Were Young" (Jacques Lu Cont's Thin White Duke Radio Edit) - 3:58
- "When You Were Young" (Jacques Lu Cont's Thin White Duke Mix) - 6:23
- "When You Were Young" (Jacques Lu Cont's Thin White Duke Dub) - 6:23
- "When You Were Young" (The Lindbergh Palace Radio Edit) - 4:31
- "When You Were Young" (The Lindbergh Palace Remix) - 6:59
- "When You Were Young" (The Lindbergh Palace Dub) - 6:50

## Listplaceringar och certifieringar
| Topplista (2006)               | Topp- position |
| ------------------------------ | -------------- |
| UK Singles Chart               | 2              |
| Australiens ARIA Singles Chart | 10             |
| Nya Zeeland RIANZ Singellista  | 10             |
| USA Billboard Hot 100          | 14             |
| VG-lista                       | 20             |
| Sverigetopplistan              | 45             |
| Holländska Mega Top 50         | 25             |
| Italienska singellistan        | 40             |
| USA Hot Modern Rock Tracks     | 1              |
| USA Hot Mainstream Rock Tracks | 30             |
| USA Billboard Pop 100          | 18             |

### Försäljning och certifieringar
| Land             | Certifiering | Försäljning |
| ---------------- | ------------ | ----------- |
| Brasilien - ABPD | Diamant      | 500 000+    |
| USA              | Platina      | 1 000 000+  |

## Priser
| År   | Ceremoni               | Pris                                          | Resultat  |
| ---- | ---------------------- | --------------------------------------------- | --------- |
| 2007 | Grammy Awards          | Bästa rocklåt                                 | Nominerad |
| 2007 | Grammy Awards          | Bästa korta musikvideo                        | Nominerad |
| 2007 | MuchMusic Video Awards | People's Choice: Favorite International Group | Nominerad |
| 2007 | MuchMusic Video Awards | Bästa internationella video - Grupp           | Nominerad |
| 2007 | Shockwaves NME Awards  | Bästa låt                                     | Nominerad |
| 2007 | Q Awards               | Bästa video                                   | Vann      |